# Kärnkraft i Danmark
Under stora delar av 1900-talet låg Danmark i framkant, av världens forskning kring kärnkraft. Och planer fanns på danska kärnkraftverk för elproduktion.[källa behövs] År 2003 beslutades det att de tre forskningsreaktorerna vid Forskningscenter Risø skulle rivas.
År 1985 röstade Folketinget igenom en lag som förbjöd Danmark att producera elektricitet med hjälp av kärnkraft. Danmark har satsat på vindkraft för att minska sitt beroende av kolkraft.[källa behövs]